# Brian Schmetzer
Brian Schmetzer (Seattle, 1962. augusztus 18. –) amerikai labdarúgó, edző. 2016 óta a Seattle Sounders vezetőedzője.

## Pályafutása

### Labdarúgóként
Schmetzer a Washington állambeli Seattle városában született. Az ifjúsági pályafutását a Lake City Hawks akadémiájánál kezdte.
1980-ban debütált a Seattle Sounders felnőtt keretében. 1983 és 1994 között több klubnál is szerepelt, játszott például a Tulsa Roughnecks, a Tacoma Stars és a Seattle SeaDogs csapatában is.

### Edzőként
2002 és 2008 között a másodosztályban szereplő Seattle Sounders edzője volt. 2009-től, az első osztályba újonnan feljutó Seattle Soundersnél töltött be edzői pozíciót. 2016. július 26-án a Seattle Sounders vezetőedzője lett. A csapattal a 2016-os és 2019-es szezonban is megszerezte a bajnoki trófeát.

## Edzői statisztika
2024. augusztus 31. szerint

| Csapat                 | Nemzet                    | –tól               | –ig                | Mérkőzések | Mérkőzések | Mérkőzések | Mérkőzések | Mérkőzések |
| Csapat                 | Nemzet                    | –tól               | –ig                | M          | Gy         | V          | D          | Gy %       |
| ---------------------- | ------------------------- | ------------------ | ------------------ | ---------- | ---------- | ---------- | ---------- | ---------- |
| Seattle Sounders (USL) | Amerikai Egyesült Államok | 2001. november 29. | 2008. december 16. | 239        | 121        | 48         | 70         | 50,6       |
| Seattle Sounders (MLS) | Amerikai Egyesült Államok | 2016. július 26.   | Jelenleg is        | 329        | 152        | 78         | 99         | 46,2       |
| Összesen               | Összesen                  | Összesen           | Összesen           | 568        | 273        | 126        | 169        | 48,1       |

## Sikerei, díjai

### Edzőként
Seattle Sounders (MLS)
- MLS
  - Bajnok (2): 2016, 2019

- CONCACAF-bajnokok ligája
  - Győztes (1): 2022